# Ferrosan
Ferrosan ApS — фармацевтическая компания со штаб-квартирой в Копенгагене, Дания, основанная в 1920 году.

## Описание
Компания Ferrosan осуществляет свою деятельность в более, чем 70 странах, и насчитывает около 500 сотрудников. Представительства компании находятся в Центральной Европе, Восточной Европе, Латинской Америке, Азиатско-Тихоокеанском регионе и США.
Компания выпускает продукты по стандарту GMP (Good Manufacture Practice). Все продукты одобрены агентством FDA (Food and Drug Administration).
В настоящее время компания Ferrosan управляет 4 различными бизнес-единицами:
- Consumer Health[9][10][11][12][13][14]
- Nordic Sales Group (NSG)[15][16][17][18][19][20][21]
- Medical Devices[22][23][24][25][26]
- Imedeen

Бренд Imedeen является ведущим брендом в портфеле компании. В 1991 году продажи средства Imedeen Classic были начаты в Швеции под названием Hälsoprodukter/Scan-Vita, а в 1993 году компания Ferrosan приобрела Scan-Vita и патент Imedeen. Все версии Imedeen основаны на концепции лечения кожи изнутри.

## Бренды
- «Мульти-табс» (Multi-tabs)[28][29][30]
- «Имедин» (Imedeen)
- «Бифиформ» (Bifiform)
- «Стрикс» (Strix)
- «Зинаксин» (Zinaxin)